# 浅間佐久自動車学校

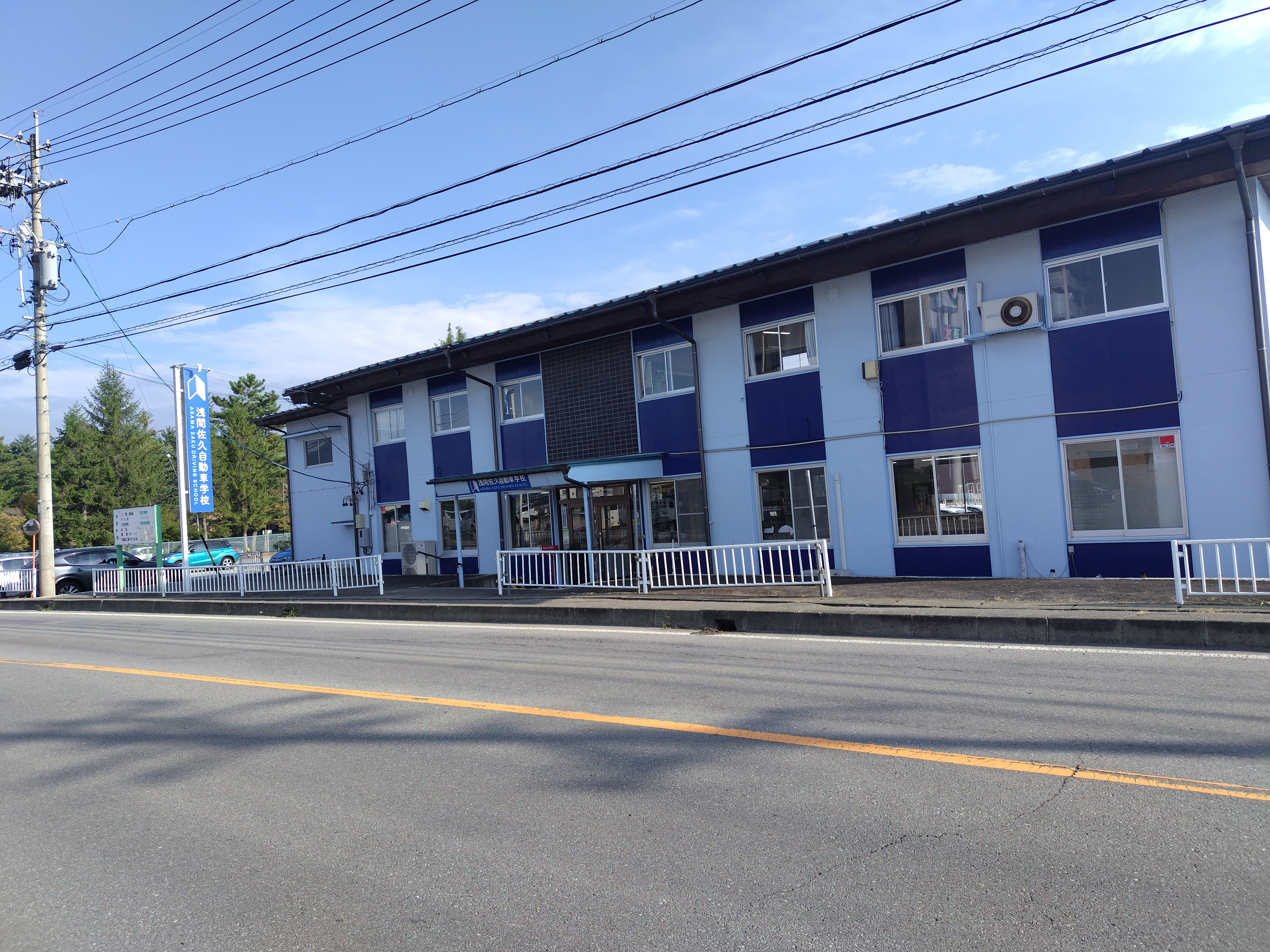
浅間佐久自動車学校

浅間佐久自動車学校（あさまさくじどうしゃがっこう）は、長野県佐久市猿久保にある長野県公安委員会の指定自動車教習所。2016年に浅間自動車学校と佐久自動車学校が統合して浅間佐久自動車学校となった。駒場公園の隣接地に位置する。

## 免許
- 大型自動車
- 大型自動二輪車
- 中型自動車
- 普通自動車
- 普通自動二輪車

## 講習
- 初心運転者講習

## 交通アクセス
- 小海線（JR東日本）北中込駅・徒歩8分